# Xanthocampoplex taiwanensis
Xanthocampoplex taiwanensis là một loài tò vò trong họ Ichneumonidae.